# 乌海银行
乌海银行的前身是于2001年9月成立的乌海市城市信用社及2006年9月成立的乌海市商业银行，是内蒙古自治区第三家地方性股份制商业银行。2010年1月，经中国银监会正式批准更名为“乌海银行”。
2016年12月，中国人民银行批准乌海银行发行5亿元绿色金融债券的申请，成为中国西部地区首家获批发行绿色金融债券的金融机构。